# Polytela inclyta
Polytela inclyta là một loài bướm đêm trong họ Noctuidae.